# 阿联酋足球甲级联赛
阿联酋足球甲级联赛（UAE Division 1 Group A，الدرجة الثانية）是阿联酋足球聯賽系統中的第二個級別。
聯賽由八支球隊組成，每支球隊在一個賽季中會對陣3次，因此一個賽季中總共會有21場比賽。聯賽的前兩名將會升級到阿联酋职业足球联赛（UAE Pro-League），最後兩名將會降級到阿联酋足球乙级联赛（UAE Division 1 Group B）。